# محوطه ورآزمون ۲، عیسی‌آباد ۲
محوطه ورآزمون ۲، عیسی آباد ۲ مربوط به عصر آهن - دوره هخامنشی است و در شهرستان فارسان، بخش مرکزی، دهستان میزدج علیا، روستای عیسی آباد واقع شده و این اثر در تاریخ ۲۷ اسفند ۱۳۸۷ با شمارهٔ ثبت ۲۶۵۴۸ به‌عنوان یکی از آثار ملی ایران به ثبت رسیده است.